# Jeff Renfroe
Jeff Renfroe (* in Seattle, Washington) ist ein US-amerikanischer Filmregisseur, Drehbuchautor und Filmeditor. Bekannt wurde er durch die Kinofilme One Point Zero – Du bist programmiert, Civic Duty und The Colony – Hell Freezes Over.

## Leben und Karriere
Jeff Renfroe, geboren in Seattle im Bundesstaat Washington, wuchs in Victoria in Kanada auf. Seit Anfang der 2000er Jahre ist er im Filmgeschäft in verschiedenen Funktionen tätig.
2004 gelang ihm mit dem Horrordrama One Point Zero – Du bist programmiert, mit Richard Rees, Jeremy Sisto, Udo Kier und Deborah Kara Unger in den Hauptrollen, der Sprung ins Kino. Renfroe realisierte den Film in Co-Operation mit dem isländischen Regisseur Marteinn Thorsson. 2006 entstand unter seiner Regie der Thriller Civic Duty mit Peter Krause und Kari Matchett in den Hauptrollen. Zwischen 2009 und 2018 arbeitete Renfroe überwiegend als Regisseur, Drehbuchautor und Editor für das Fernsehen.
2013 inszenierte Jeff Renfroe den Science-Fiction-Endzeit-Thriller The Colony – Hell Freezes Over, in dem Laurence Fishburne, Kevin Zegers und Bill Paxton die Hauptrollen spielten.
Renfroe ist Partner von Milk Boss Industries zusammen mit der Roman- und Drehbuchautorin Diane J. Wright. Milk Boss entwickelt Spielfilme, Dokumentationen, sowie Filme und Serien für das Fernsehen und das Internet.

## Filmografie (Auswahl)

### Als Regisseur
- 2004: One Point Zero – Du bist programmiert (One Point O)
- 2006: Civic Duty
- 2009: Einsatz in Afghanistan – Angriff der Wüstenschlangen (Sand Serpents)
- 2009: Stranger with My Face (Fernsehfilm)
- 2010: Seven Deadly Sins (Fernsehserie, 2 Episoden)
- 2011: He Loves Me (Fernsehfilm)
- 2013: Being Human (Fernsehserie, 2 Episoden)
- 2013: The Colony – Hell Freezes Over (The Colony)
- 2013–2014: Haven (Fernsehserie, 3 Episoden)
- 2013–2014: Being Human (Fernsehserie, 6 Episoden)
- 2013–2015: Beauty and the Beast (Fernsehserie, 4 Episoden)
- 2014: Reign (Fernsehserie, 2 Episoden)
- 2014: I Am Steve McQueen (Dokumentarfilm)
- 2015: Helix (Fernsehserie, 2 Episoden)
- 2015: Remedy (Fernsehserie, 2 Episoden)
- 2015: Dominion (Fernsehserie, 2 Episoden)
- 2015–2016: The Art of More – Tödliche Gier (The Art of More, Fernsehserie, 4 Episoden)
- 2016–2017: Rogue (Fernsehserie, 4 Episoden)
- 2016: Houdini and Doyle (Fernsehminiserie, 2 Episoden)
- 2016–2017: Killjoys (Fernsehserie, 2 Episoden)
- 2018: Cardinal (Fernsehserie, 6 Episoden)
- 2018: Bad Blood (Fernsehserie, 6 Episoden)
- 2020: The Hardy Boys (Fernsehserie, 3 Episoden)

### Als Drehbuchautor
- 2004: One Point Zero – Du bist programmiert (One Point O)
- 2012: Der Supersturm – Die Wetter-Apokalypse (Seattle Superstorm) (Fernsehfilm)
- 2013: The Colony – Hell Freezes Over (The Colony)

### Als Filmeditor
- 2006: Civic Duty
- 2008: Anvil! Die Geschichte einer Freundschaft (Anvil: The Story of Anvil)
- 2011: The Guerilla Picture Show
- 2014: I Am Steve McQueen (Dokumentarfilm)